# Heistraat (buurtschap in Eindhoven)
Heistraat is een buurtschap   in de gemeente Eindhoven, in de Nederlandse provincie Noord-Brabant. De buurtschap ligt in het stadsdeel Strijp ten westen van Sliffert en de A2. Een klein gedeelte van Heistraat bestaat nog als een straat in de naburige gemeente Veldhoven.
Oorspronkelijk was Heistraat een buurtschap in de voormalige gemeente Zeelst, gelegen in lintbebouwing tussen het dorp Zeelst en de Zeelstsche Heide. Nadat de gemeente Zeelst op 1 mei 1921 werd samengevoegd met Oerle en Veldhoven en Meerveldhoven, behoorde Heistraat tot de nieuwe gemeente Veldhoven. 
Op 1 januari 1994 werd het noorden van de gemeente Veldhoven aan de gemeente Eindhoven toegevoegd, inclusief het grootste gedeelte van Heistraat. Dit gedeelte verdween uiteindelijk bij de bouw van Meerhoven. Slechts een klein gedeelte van Heistraat bleef gespaard en vormt nu een straat in Veldhoven.
Centrum: Binnenstad · De Bergen · Fellenoord · Universiteitsterrein

Gestel: Oud-Gestel · Oud Kasteel · Rozenknopje

Stratum: Oud-Stratum · Kortonjo · Putten

Strijp: Oud-Strijp · Halve Maan · Meerhoven

Tongelre: Oud-Tongelre · De Laak · Doornakkers

Woensel-Noord: Ontginning · Achtse Molen · Aanschot · Dommelbeemd

Woensel-Zuid: Oud-Woensel · Erp · Begijnenbroek

Dorpen: Acht      
Buurtschappen: Bokt · 't Coll · Gennep · Heistraat · Nieuw Acht · buurt Riel/ buurtschap Riel · Sliffert · Urkhoven

Noord-Brabant: Steden en dorpen      Nederland: Provincies · Gemeenten